# Ingolstadt–Treuchtlingen-vasútvonal

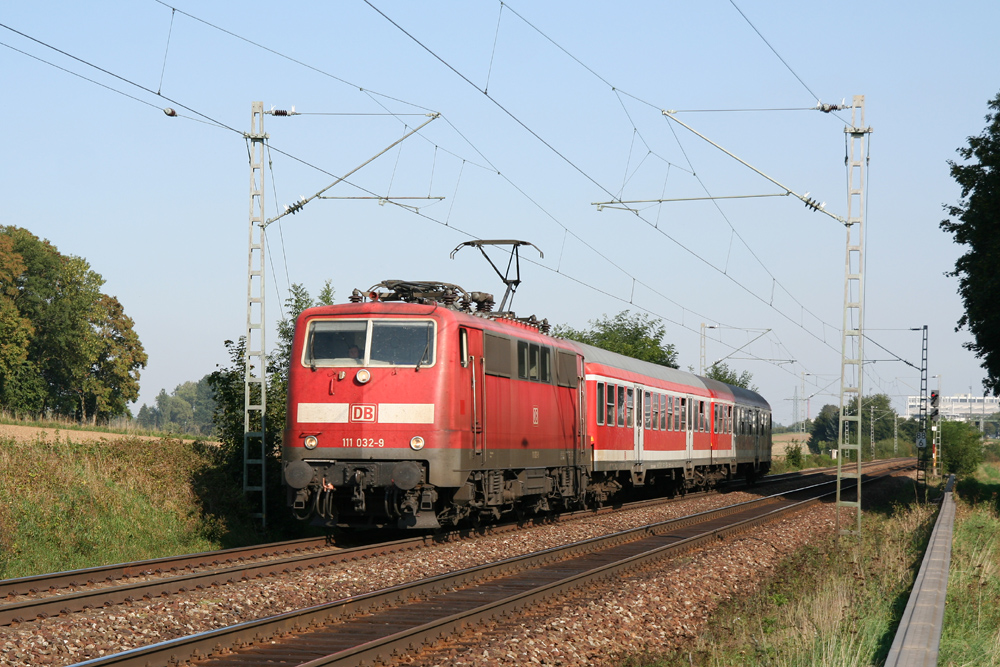
Egy regionalzug Gaimersheim közelében

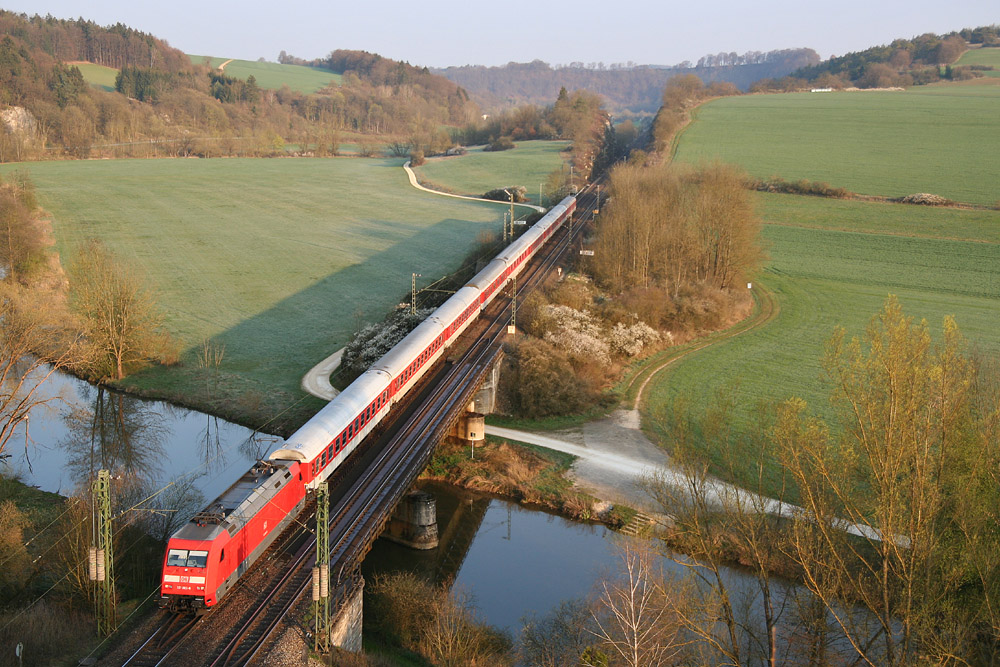
A 483-as számú Koppenhága–München között közlekedő EuroNight Altmühl és Dollnstein között

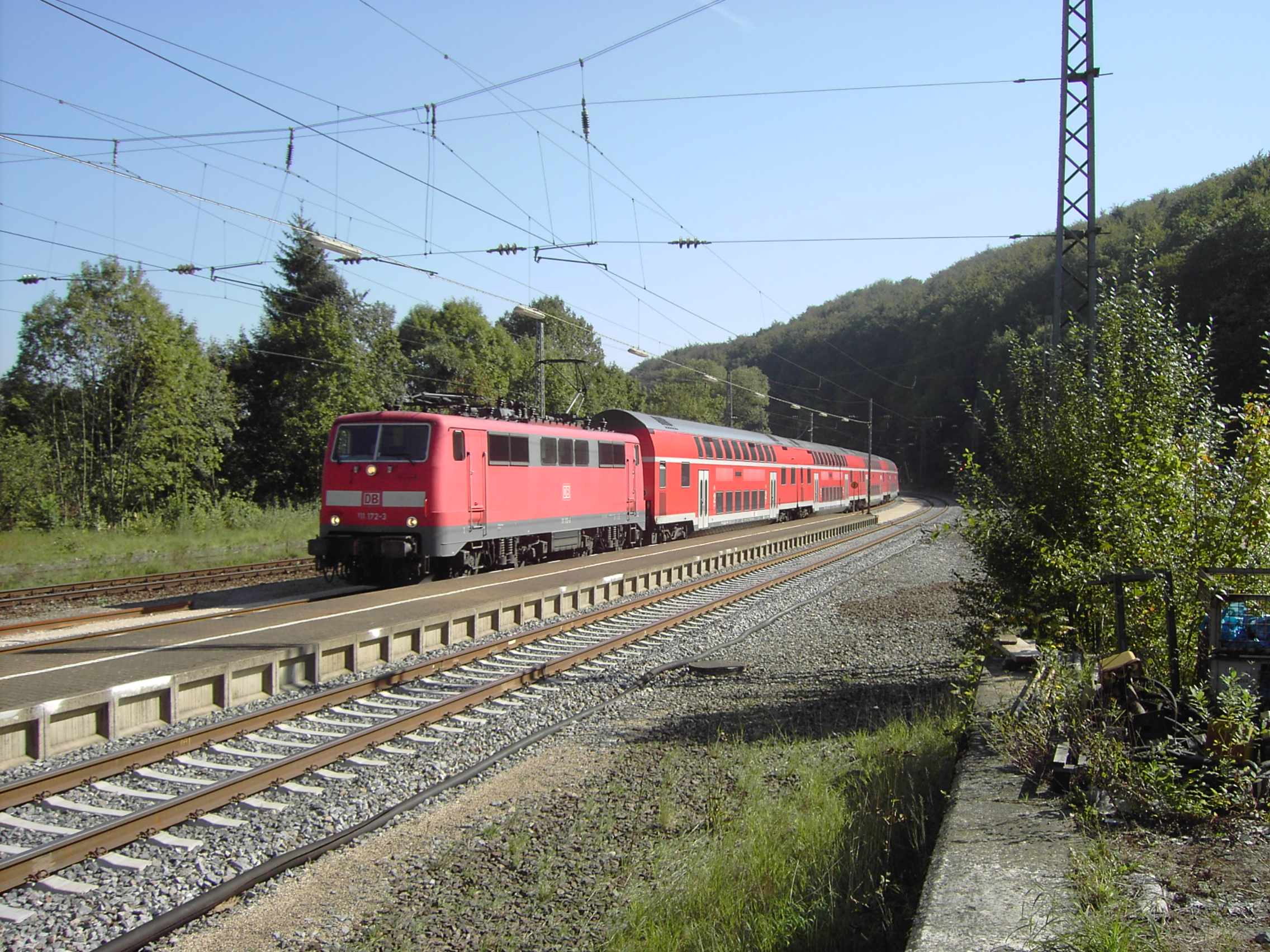
Egy regional-express Solnhofen állomáson

Az Ingolstadt–Treuchtlingen-vasútvonal egy normál nyomtávolságú, kétvágányú 15 kV, 16,7 Hz-cel villamosított vasútvonal Németországban Ingolstadt és Treuchtlingen között. A vasútvonal hossza 55,8 km, engedélyezett legnagyobb sebesség 160 km/h. A teljes vonalon jelentős a teherforgalom, tovább nemzetközi, távolsági és regionális vonatok közlekednek rajta.

## Története
A vasútvonal építésére már 1833-ban bemutatta a terveket Friedrich List, azonban az építkezés csak évekkel később indult meg. 1863. szeptember 24-én a parlament pozitívan döntött az építkezésről, 1867. november 11-én hivatalosan megkezdődött az építkezés, a megnyitó ünnepséget 1870. április 12-én tartották.  A vonal eredetileg egyvágányúnak épült, de később a forgalom növekedése miatt 1891-re a teljes vonalat kétvágányú vá építették át. 1962. május 27-én a nyári menetrend életbe lépésével megindult a villamos vontatás.